# تیم دوچرخه‌سواری کاررا
تیم دوچرخه‌سواری کاررا (ایتالیایی: Carrera) یک تیم دوچرخه‌سواری در کشور ایتالیا بوده.
این تیم در سال ۱۹۸۴ تأسیس و در سال ۱۹۹۶ منحل شده‌است.

## افتحارات
- قهرمان بخش تیمی تور دو فرانس ۱۹۹۲، ۱۹۹۳
- قهرمان بخش تیمی جیرو دیتالیا ۱۹۹۸، ۱۹۹۱، ۱۹۹۴، ۱۹۹۶